# Le Brignon
Le Brignon est une commune française située dans le département de la Haute-Loire en région Auvergne-Rhône-Alpes.

## Géographie

### Localisation
La commune du Brignon se trouve dans le département de la Haute-Loire, en région Auvergne-Rhône-Alpes.
Elle se situe à 20 km par la route du Puy-en-Velay, préfecture du département, et à 9 km de Cussac-sur-Loire, bureau centralisateur du canton du Velay volcanique dont dépend la commune depuis 2015 pour les élections départementales.
Les communes les plus proches sont : 
Solignac-sur-Loire (3,7 km), Costaros (5,0 km), Chadron (5,2 km), Saint-Martin-de-Fugères (5,4 km), Cayres (5,9 km), Cussac-sur-Loire (5,9 km), Goudet (6,3 km), Coubon (7,5 km).
|          | Solignac-sur-Loire | Chadron                 |
| Cayres   | Brignon            | Saint-Martin-de-Fugères |
| Costaros | Landos             | Arlempdes               |

### Climat
Pour des articles plus généraux, voir Climat d'Auvergne-Rhône-Alpes et Climat de la Haute-Loire.
En 2010, le climat de la commune est de type climat des marges montargnardes, selon une étude du Centre national de la recherche scientifique s'appuyant sur une série de données couvrant la période 1971-2000. En 2020, Météo-France publie une typologie des climats de la France métropolitaine dans laquelle la commune est exposée à un climat de montagne ou de marges de montagne et est dans la région climatique Sud-est du Massif Central, caractérisée par une pluviométrie annuelle de 1 000 à 1 500 mm, minimale en été, maximale en automne.
Pour la période 1971-2000, la température annuelle moyenne est de 8,3 °C, avec une amplitude thermique annuelle de 15,9 °C. Le cumul annuel moyen de précipitations est de 941 mm, avec 9,2 jours de précipitations en janvier et 6,8 jours en juillet. Pour la période 1991-2020, la température moyenne annuelle observée sur la station météorologique de Météo-France la plus proche, « Solignac-sur-Loire », sur la commune de Solignac-sur-Loire à 4 km à vol d'oiseau, est de 9,3 °C et le cumul annuel moyen de précipitations est de 759,7 mm,. Pour l'avenir, les paramètres climatiques de la commune estimés pour 2050 selon différents scénarios d'émission de gaz à effet de serre sont consultables sur un site dédié publié par Météo-France en novembre 2022.

## Urbanisme

### Typologie
Au 1er janvier 2024, Le Brignon est catégorisée commune rurale à habitat très dispersé, selon la nouvelle grille communale de densité à sept niveaux définie par l'Insee en 2022.
Elle est située hors unité urbaine. Par ailleurs la commune fait partie de l'aire d'attraction du Puy-en-Velay, dont elle est une commune de la couronne,. Cette aire, qui regroupe 59 communes, est catégorisée dans les aires de 50 000 à moins de 200 000 habitants,.

### Occupation des sols
L'occupation des sols de la commune, telle qu'elle ressort de la base de données européenne d’occupation biophysique des sols Corine Land Cover (CLC), est marquée par l'importance des territoires agricoles (79,5 % en 2018), une proportion sensiblement équivalente à celle de 1990 (79,6 %). La répartition détaillée en 2018 est la suivante : 
prairies (42,4 %), zones agricoles hétérogènes (29,2 %), forêts (20,4 %), terres arables (7,9 %), milieux à végétation arbustive et/ou herbacée (0,1 %). L'évolution de l’occupation des sols de la commune et de ses infrastructures peut être observée sur les différentes représentations cartographiques du territoire : la carte de Cassini (XVIIIe siècle), la carte d'état-major (1820-1866) et les cartes ou photos aériennes de l'IGN pour la période actuelle (1950 à aujourd'hui).

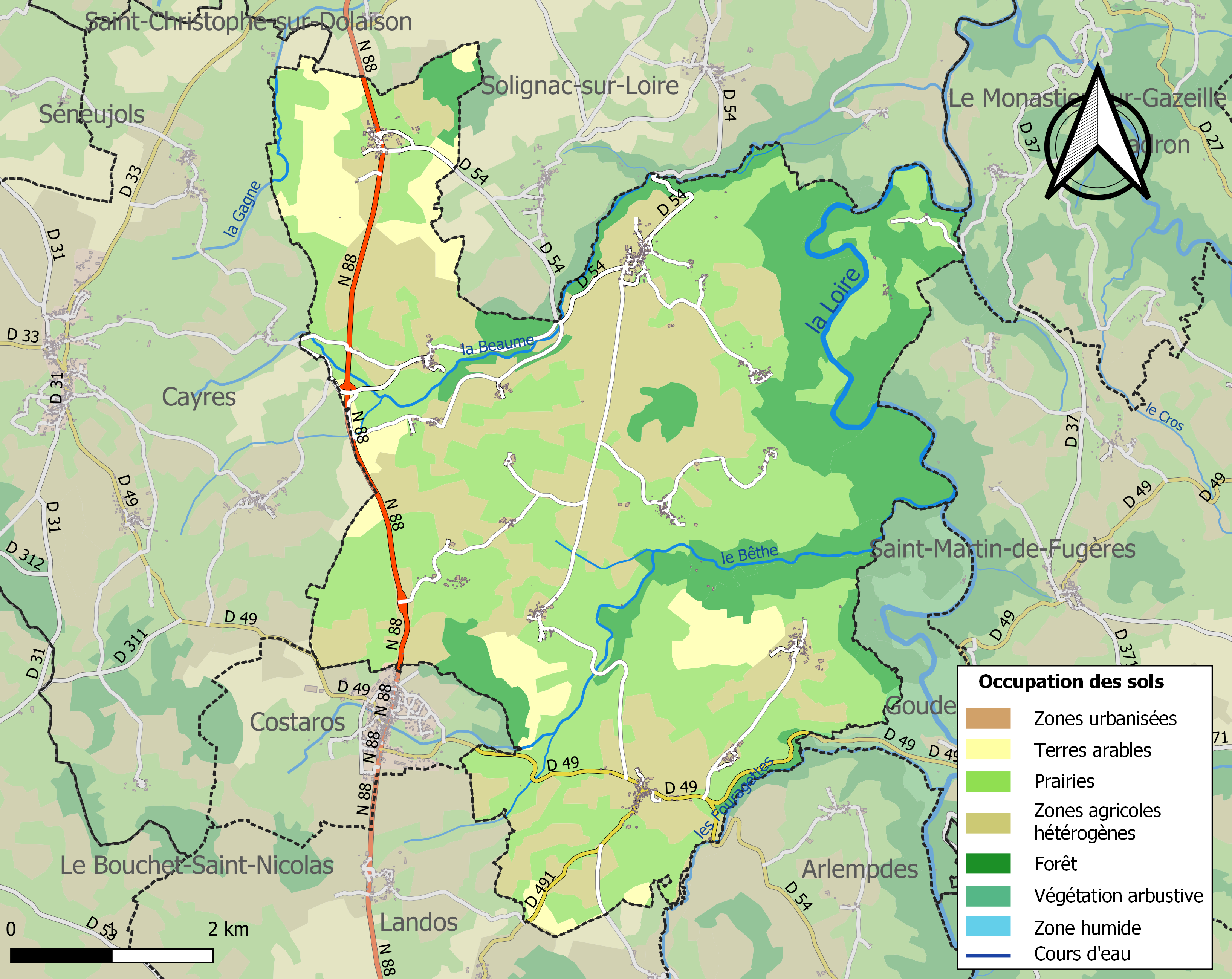
Carte des infrastructures et de l'occupation des sols de la commune en 2018 (CLC).
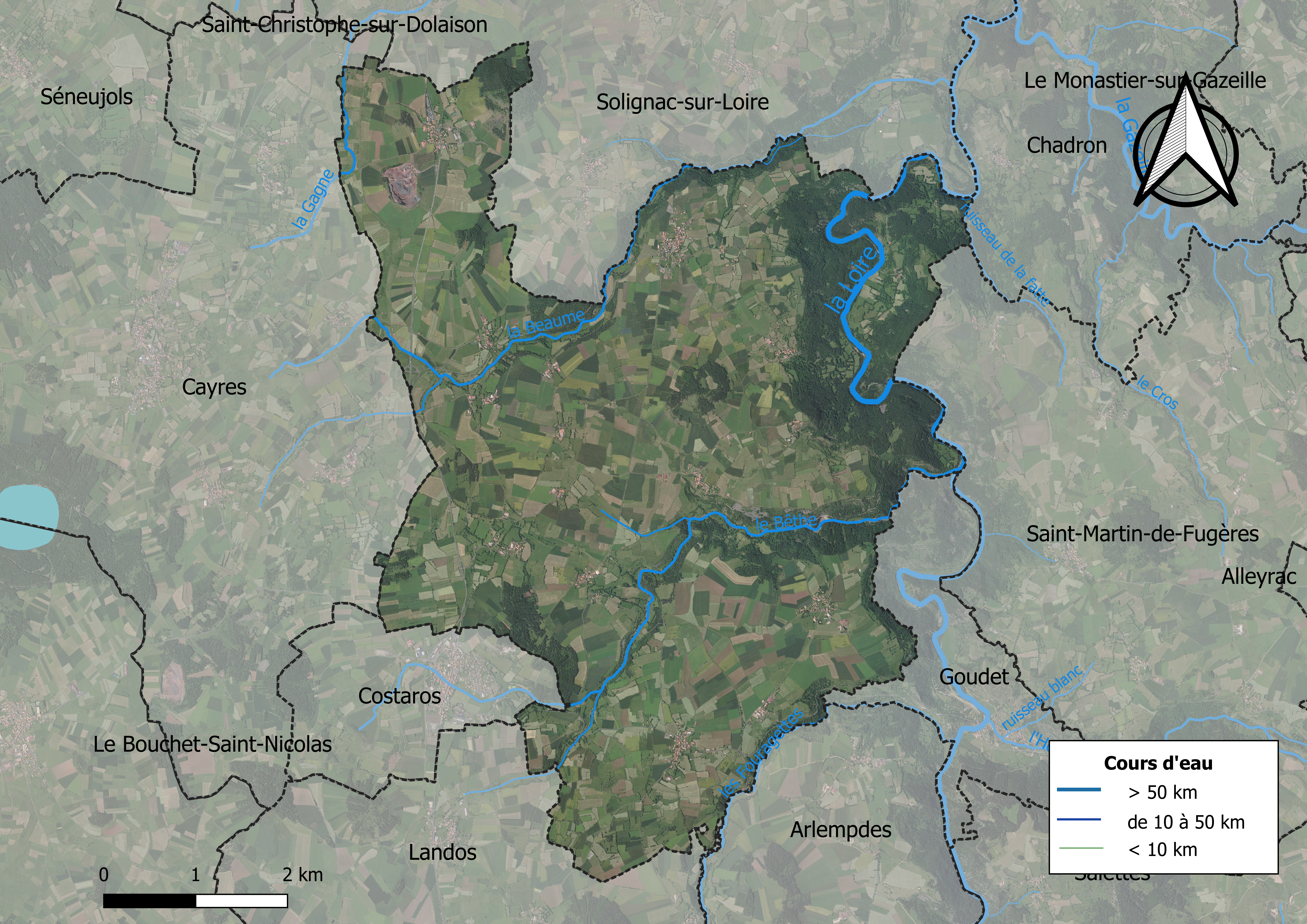
Carte orthophotographique de la commune.

### Habitat et logement
En 2018, le nombre total de logements dans la commune était de 450, alors qu'il était de 433 en 2013 et de 400 en 2008.
Parmi ces logements, 58,7 % étaient des résidences principales, 29,8 % des résidences secondaires et 11,6 % des logements vacants. Ces logements étaient pour 94,4 % d'entre eux des maisons individuelles et pour 1,3 % des appartements.
Le tableau ci-dessous présente la typologie des logements au Le Brignon en 2018 en comparaison avec celle de la Haute-Loire et de la France entière. Une caractéristique marquante du parc de logements est ainsi une proportion de résidences secondaires et logements occasionnels (29,8 %) supérieure à celle du département (16,1 %) et à celle de la France entière (9,7 %). Concernant le statut d'occupation de ces logements, 79,5 % des habitants de la commune sont propriétaires de leur logement (79,5 % en 2013), contre 70 % pour la Haute-Loire et 57,5 pour la France entière.
| Typologie                                               | Le Brignon | Haute-Loire | France entière |
| ------------------------------------------------------- | ---------- | ----------- | -------------- |
| Résidences principales (en %)                           | 58,7       | 71,5        | 82,1           |
| Résidences secondaires et logements occasionnels (en %) | 29,8       | 16,1        | 9,7            |
| Logements vacants (en %)                                | 11,6       | 12,4        | 8,2            |

## Toponymie
Anciennes mentions : Ecclesia Brinionis (1164), Lo Brunio (1233), Lo Bruino (1249), Eccl. del Brunho (1327), Eccl. de Brinhone (1342), Lo Brinho Sobeyra (1344), Lo Brenho (1507), Lou Brenhou (1534), Paroisse de S.-Martin du Brignon (1569), Le Brinion (1586).
Le village, perché sur une hauteur, doit vraisemblablement son nom à un dérivé du celtique Briga, signifiant « hauteur ».

## Politique et administration

### Découpage territorial
La commune du Brignon est membre de la communauté d'agglomération du Puy-en-Velay, un établissement public de coopération intercommunale (EPCI) à fiscalité propre créé le 26 décembre 2016 dont le siège est à Le Puy-en-Velay. Ce dernier est par ailleurs membre d'autres groupements intercommunaux.
Sur le plan administratif, elle est rattachée à l'arrondissement du Puy-en-Velay, au département de la Haute-Loire, en tant que circonscription administrative de l'État, et à la région Auvergne-Rhône-Alpes.
Sur le plan électoral, elle dépend du canton du Velay volcanique pour l'élection des conseillers départementaux, depuis le redécoupage cantonal de 2014 entré en vigueur en 2015, et de la deuxième circonscription de la Haute-Loire   pour les élections législatives, depuis le redécoupage électoral de 1986.

### Élections municipales et communautaires

#### Élections de 2020
Le conseil municipal du Brignon, commune de moins de 1 000 habitants, est élu au scrutin majoritaire plurinominal à deux tours avec candidatures isolées ou groupées et possibilité de panachage. Compte tenu de la population communale, le nombre de sièges à pourvoir lors des élections municipales de 2020 est de 15. Sur les seize candidats en lice, quatorze  sont élus dès le premier tour, le 15 mars 2020, avec un taux de participation de 74,18 %. Le dernier  conseiller restant à élire est élu au second tour, qui se tient le 28 juin 2020 du fait de la pandémie de Covid-19, avec un taux de participation de 58,17 %.
Jérôme Bay, maire sortant, est réélu pour un nouveau mandat le 4 juillet 2020.
Dans les communes de moins de 1 000 habitants, les conseillers communautaires sont désignés parmi les conseillers municipaux élus en suivant l’ordre du tableau (maire, adjoints puis conseillers municipaux) et dans la limite du nombre de sièges attribués à la commune au sein du conseil communautaire. Un siège est attribué à la commune au sein de la communauté d'agglomération du Puy-en-Velay.

#### Liste des maires
| Période                                  | Période       | Identité                             | Étiquette | Qualité     |
| ---------------------------------------- | ------------- | ------------------------------------ | --------- | ----------- |
| Les données manquantes sont à compléter. |               |                                      |           |             |
| 1793                                     | 1808          | Mathieu Laurens                      |           |             |
| 1808                                     | 1816          | Jean Pierre Gire                     |           |             |
| 1816                                     | 1820          | Jean André Augustin Rousset          |           |             |
| 1820                                     | 1826          | Georges Frédéric Hubert de Lacolombe |           |             |
| 1826                                     | 1830          | Victor de Lasaige (Vicomte)          |           |             |
| 1830                                     | 1843          | Georges Frédéric Hubert de Lacolombe |           |             |
| 1843                                     | 1848          | Boudoul                              |           |             |
| 1848                                     | 1878          | Jean François Régis Teyssier         |           |             |
| 1878                                     | 1881          | Armand Bay                           |           |             |
| 1881                                     | 1884          | Pierre Breysse                       |           |             |
| 1884                                     | 1891          | Arnaud Bay                           |           |             |
| 1891                                     | mai 1892      | Augustin Sigaud                      |           |             |
| mai 1892                                 | mai 1904      | Louis Col                            |           |             |
| mai 1904                                 | 1918          | Casimir Gerbier                      |           |             |
| 1918                                     | décembre 1919 | Régis Bay                            |           |             |
| décembre 1919                            | mai 1935      | Auguste Solvery                      |           |             |
| mai 1935                                 | 1944          | Casimir Gerbier                      |           |             |
| 1944                                     | octobre 1947  | Félix Amargier                       |           |             |
| octobre 1947                             | 1962          | Germain Chambon                      |           |             |
| 1962                                     | mars 1965     | André Laurent                        |           |             |
| mars 1965                                | mars 1977     | André Gerbier                        |           |             |
| mars 1977                                | mars 1989     | Armand Bay                           |           |             |
| mars 1989                                | mars 2001     | Georges Evrard                       |           |             |
| mars 2001                                | En cours      | Jérôme Bay                           | DVD       | Journaliste |

## Population et société

### Démographie

#### Évolution démographique
L'évolution du nombre d'habitants est connue à travers les recensements de la population effectués dans la commune depuis 1793. Pour les communes de moins de 10 000 habitants, une enquête de recensement portant sur toute la population est réalisée tous les cinq ans, les populations de référence des années intermédiaires étant quant à elles estimées par interpolation ou extrapolation. Pour la commune, le premier recensement exhaustif entrant dans le cadre du nouveau dispositif a été réalisé en 2008.

En 2022, la commune comptait 615 habitants, en évolution de +2,84 % par rapport à 2016 (Haute-Loire : +0,36 %, France hors Mayotte : +2,11 %).
| 1793  | 1800 | 1806  | 1821  | 1831  | 1836  | 1841  | 1846  | 1851  |
| ----- | ---- | ----- | ----- | ----- | ----- | ----- | ----- | ----- |
| 1 354 | 887  | 1 431 | 1 436 | 1 394 | 1 478 | 1 400 | 1 380 | 1 453 |

| 1856  | 1861  | 1866  | 1872  | 1876  | 1881  | 1886  | 1891  | 1896  |
| ----- | ----- | ----- | ----- | ----- | ----- | ----- | ----- | ----- |
| 1 456 | 1 492 | 1 453 | 1 437 | 1 687 | 1 838 | 1 900 | 1 825 | 1 932 |

| 1901  | 1906  | 1911  | 1921  | 1926  | 1931  | 1936  | 1946 | 1954 |
| ----- | ----- | ----- | ----- | ----- | ----- | ----- | ---- | ---- |
| 1 725 | 1 754 | 1 600 | 1 380 | 1 259 | 1 219 | 1 122 | 981  | 897  |

| 1962 | 1968 | 1975 | 1982 | 1990 | 1999 | 2006 | 2008 | 2013 |
| ---- | ---- | ---- | ---- | ---- | ---- | ---- | ---- | ---- |
| 809  | 745  | 664  | 577  | 542  | 544  | 572  | 580  | 601  |

| 2018 | 2022 | - | - | - | - | - | - | - |
| ---- | ---- | - | - | - | - | - | - | - |
| 605  | 615  | - | - | - | - | - | - | - |

#### Pyramide des âges
La population de la commune est relativement jeune.
En 2018, le taux de personnes d'un âge inférieur à 30 ans s'élève à 35,7 %, soit au-dessus de la moyenne départementale (31 %). À l'inverse, le taux de personnes d'âge supérieur à 60 ans est de 26,3 % la même année, alors qu'il est de 31,1 % au niveau départemental.
En 2018, la commune comptait 315 hommes pour 290 femmes, soit un taux de 52,07 % d'hommes, largement supérieur au taux départemental (49,13 %).
Les pyramides des âges de la commune et du département s'établissent comme suit.
| Hommes | Classe d’âge | Femmes |
| ------ | ------------ | ------ |
| 1,3    | 90 ou +      | 0,3    |
| 8,3    | 75-89 ans    | 11,0   |
| 17,1   | 60-74 ans    | 14,5   |
| 21,9   | 45-59 ans    | 21,7   |
| 17,8   | 30-44 ans    | 14,5   |
| 15,6   | 15-29 ans    | 17,9   |
| 18,1   | 0-14 ans     | 20,0   |

| Hommes | Classe d’âge | Femmes |
| ------ | ------------ | ------ |
| 0,9    | 90 ou +      | 2,5    |
| 8,4    | 75-89 ans    | 11,7   |
| 20,4   | 60-74 ans    | 20,5   |
| 21,3   | 45-59 ans    | 20,3   |
| 16,8   | 30-44 ans    | 16,3   |
| 15,2   | 15-29 ans    | 13,2   |
| 17     | 0-14 ans     | 15,6   |

## Économie

### Revenus
En 2018, la commune compte 256 ménages fiscaux, regroupant 573 personnes. La médiane du revenu disponible par unité de consommation est de 18 130 € (20 800 € dans le département).

### Emploi
| Division       | 2008  | 2013   | 2018  |
| -------------- | ----- | ------ | ----- |
| Commune        | 5,8 % | 10,7 % | 7,5 % |
| Département    | 6,3 % | 7,7 %  | 7,7 % |
| France entière | 8,3 % | 10 %   | 10 %  |

En 2018, la population âgée de 15 à 64 ans s'élève à 371 personnes, parmi lesquelles on compte 76,5 % d'actifs (69 % ayant un emploi et 7,5 % de chômeurs) et 23,5 % d'inactifs,. Depuis 2008, le taux de chômage communal (au sens du recensement) des 15-64 ans est inférieur à celui de la France et du département.
La commune fait partie de la couronne de l'aire d'attraction du Puy-en-Velay, du fait qu'au moins 15 % des actifs travaillent dans le pôle,. Elle compte 93 emplois en 2018, contre 120 en 2013 et 118 en 2008. Le nombre d'actifs ayant un emploi résidant dans la commune est de 256, soit un indicateur de concentration d'emploi de 36,5 % et un taux d'activité parmi les 15 ans ou plus de 58 %.
Sur ces 256 actifs de 15 ans ou plus ayant un emploi, 69 travaillent dans la commune, soit 27 % des habitants. Pour se rendre au travail, 78,5 % des habitants utilisent un véhicule personnel ou de fonction à quatre roues, 9,8 % s'y rendent en deux-roues, à vélo ou à pied et 11,7 % n'ont pas besoin de transport (travail au domicile).

## Culture locale et patrimoine

### Lieux et monuments

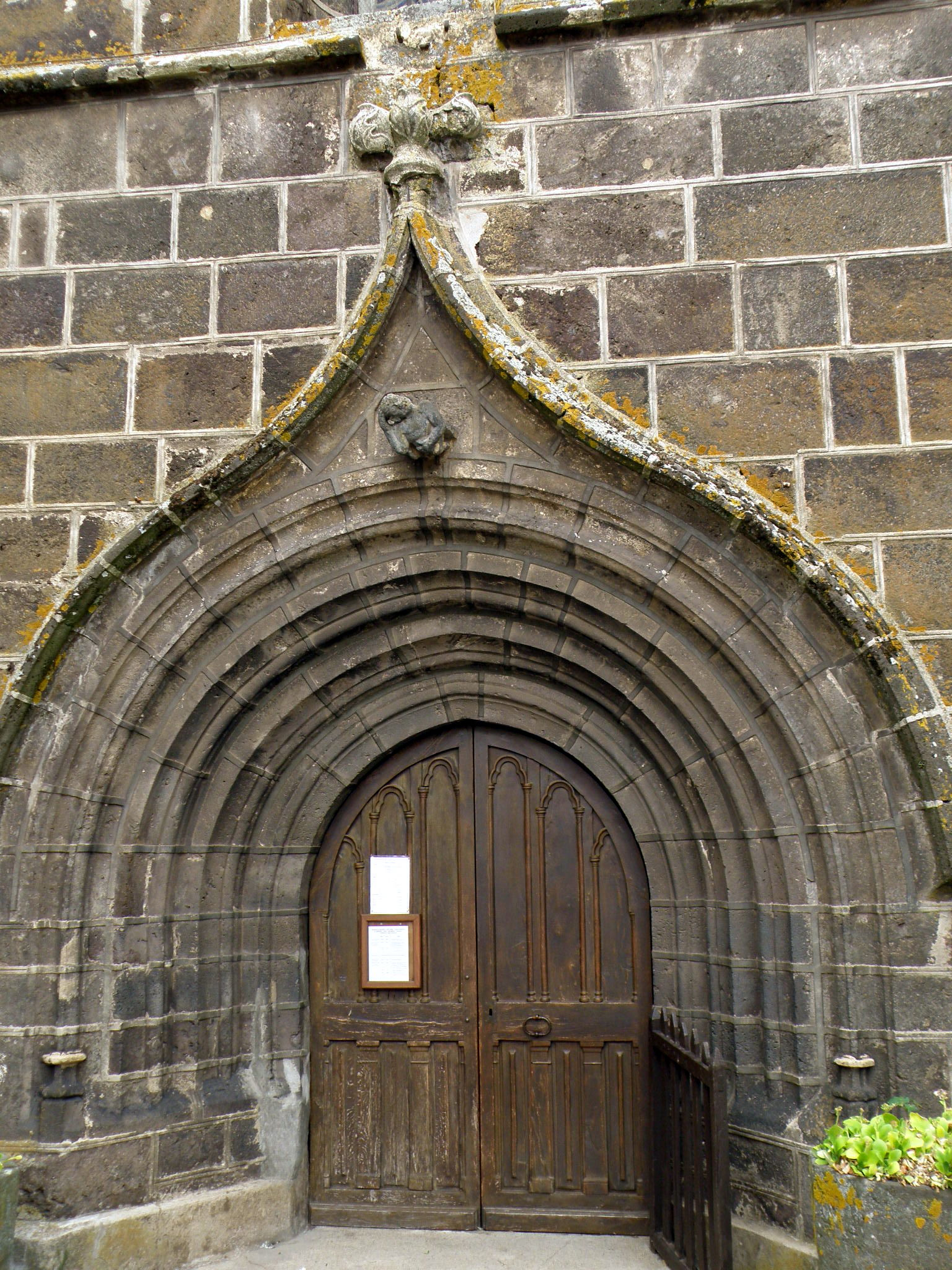
Portail de l'église Saint-Martin.

#### Église Saint-Martin
Quoiqu’une église située au Brignon et dédiée à saint Martin ait été mentionnée pour la première fois au milieu du XIIe siècle, l’édifice actuel est à dater principalement du XVe siècle. Il se compose d’une nef romane de trois travées, voûtée en berceau, et d’un chœur polygonal. Dans chacune des travées, deux chapelles latérales, au nord et au sud, s’ouvrent sur le vaisseau, celles de la troisième travée formant transept ; deux de ces chapelles furent édifiées au XVIe siècle, les autres, de même que les communications aménagées entre elles, remontent au XIXe. Le chœur est à trois pans, chacun percé d'une fenêtre, et est recouvert d’une voûte d'arêtes. La façade occidentale, qui se termine par un large clocher-peigne logeant quatre cloches, comporte un portail de style gothique flamboyant, avec à son sommet une petite figurine sculptée.Elle est inscrite au titre des monuments historiques par arrêté du 30 octobre 1987.

#### Cascade de la Beaume
La cascade de la Beaume se trouve sur la limite des communes du Brignon et de Solignac-sur-Loire.

#### Source minérale de Bonnefont
La source d’eau minérale de Bonnefont se situe entre Le Brignon et Saint-Martin-de-Fugères, elle eut une grande renommée au début du XXe siècle. Elle fut exploitée jusqu'en 1914, mais la difficulté d'accès ne permettait qu'une exploitation artisanale. Une analyse des  dépôts ferrugineux avait démontré la radioactivité de ceux-ci, ce qui était un argument de vente pour l'époque.

### Héraldique
| Blason de Le Brignon | Blason  | D'or à la bande de gueules chargée de trois étoiles d'argent ; au chef de sinople chargé d'un lion issant d'argent. |
| Blason de Le Brignon | Détails | Utilisé par la commune.                                                                                             |

### Images

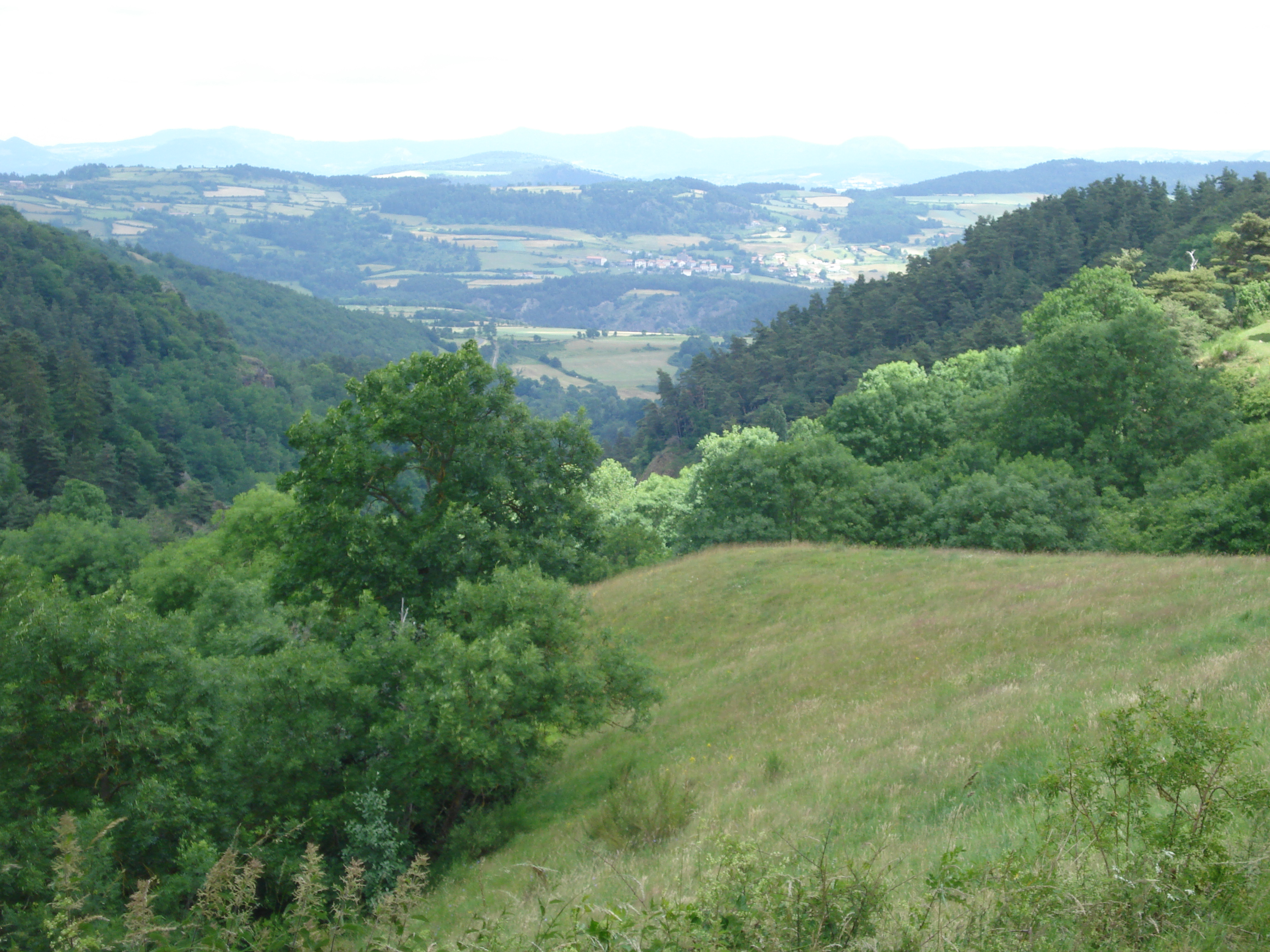
Le Brignon, vue sur la vallée de la Loire vers l'est - nord-est.
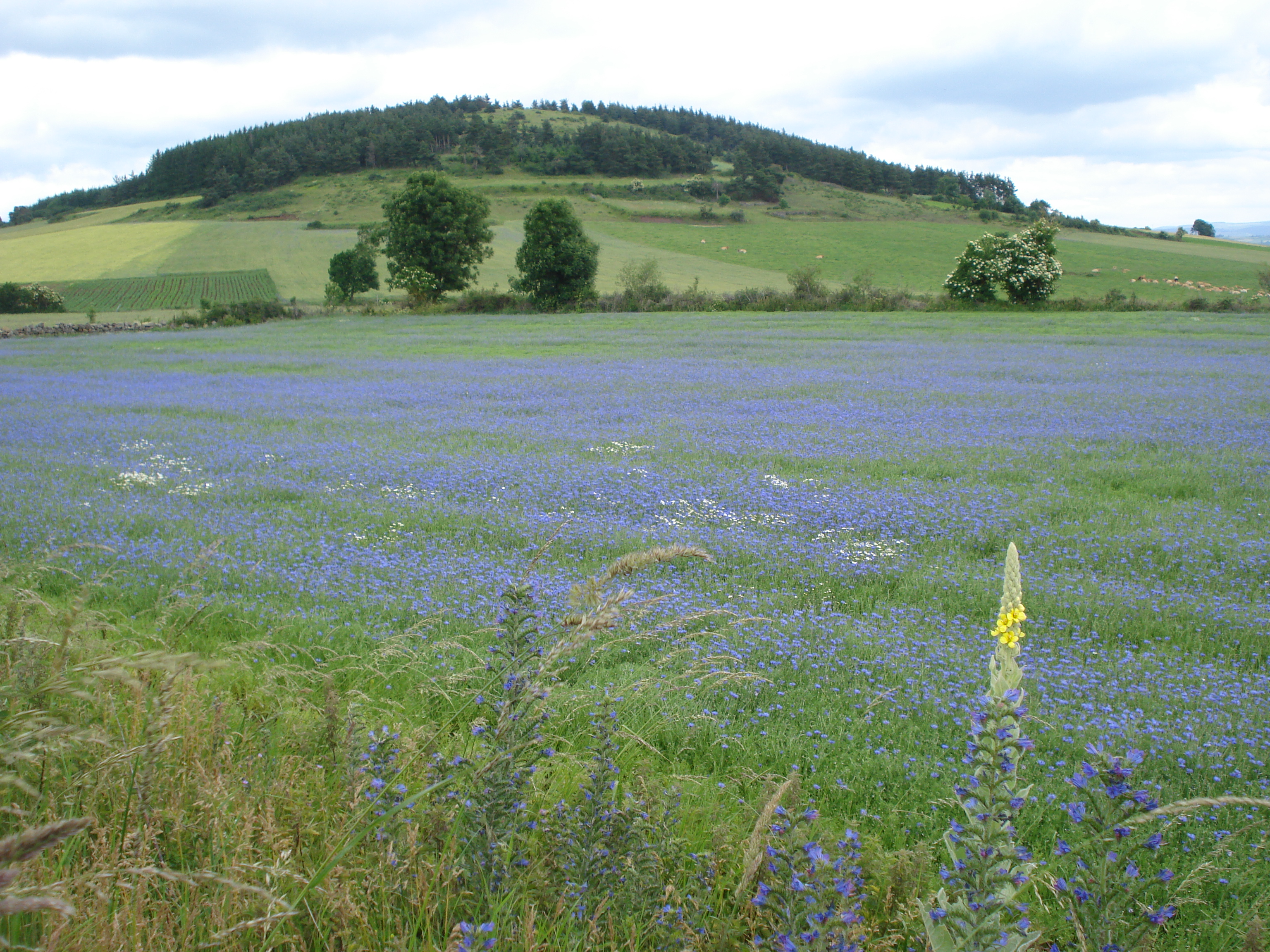
Le Brignon, paysage fleuri.